# 欧根亲王冬宫

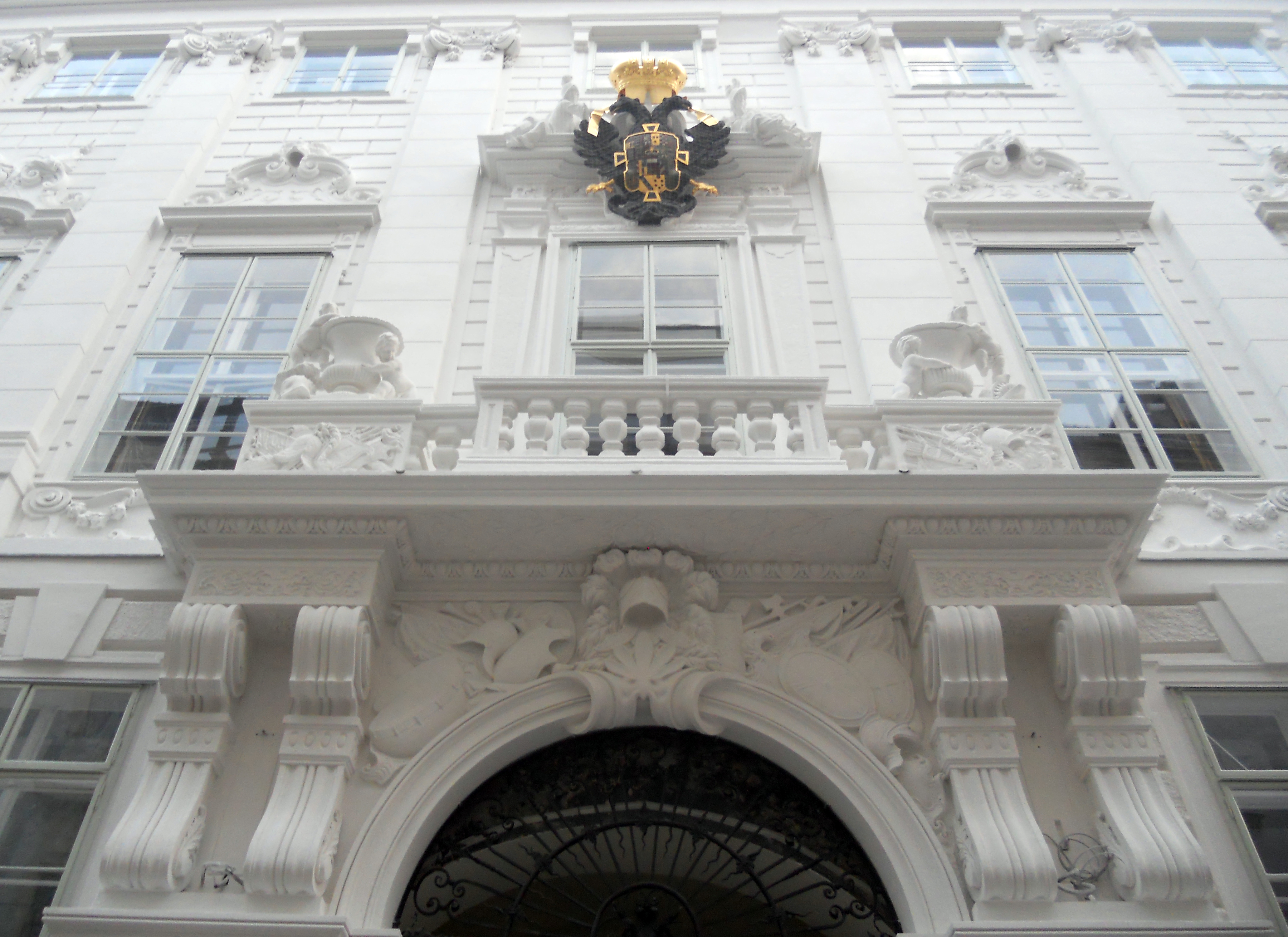
欧根亲王冬宫

欧根亲王冬宫（德語：Winterpalais Prinz Eugen），通称为城市宫殿（德語：Stadtpalais），是奥地利维也纳的一座巴洛克宫殿，位于內城區狭窄的Himmelpfort巷8号。这座宫殿曾是欧根亲王的冬季住所，夏季则在美景宮度过。欧根亲王冬宫于1695-1700年由约翰·伯恩哈德·菲舍尔·冯·埃尔拉赫设计和建造，1702-1724年则由约翰·卢卡斯·冯·希尔德布兰特继续。
1738年，奥地利女王玛丽亚·特蕾西亚通过拍卖获得欧根亲王冬宫和亲王的大多数其他建筑物。1752年，这座宫殿被改为各种国家机构的所在地。自1848年以来，奥地利财政部一直设于这座建筑。欧根亲王冬宫被认为是“维也纳最壮丽的巴洛克建筑之一”。